# أليسا بوراس
أليسا بوراس (بالإنجليزية: Alisa Burras)‏ مواليد 23 يونيو 1975 في شيكاغو، هي لاعبة كرة سلة أمريكية معتزلة. بدأت مسيرتها الاحترافية في سنة 1998. يبلغ طولها 6 قدم 3 بوصة (1.9 م). اعتزلت اللعب في 2003. لعبت مع كليفلاند روكرز وسياتل ستورم.

## روابط خارجية
- أليسا بوراس على موقع الاتحاد الوطني لكرة السلة النسائية (الإنجليزية)
- أليسا بوراس على موقع كلية كرة السلة في سبورتس رفرنس.كوم (الإنجليزية)
- أليسا بوراس على موقع بروبوليرز (الإنجليزية)
- أليسا بوراس على موقع سبورتس رفرنس (الإنجليزية)